# زنتوفینا
زَنْتوفیِنا (یا زَنتوفی‌اِنا، به لاتین: Xanthophaeina) یک سرده از حشرات موذی علف‌های هرز آرک‌تیِنِی (Phaegopterina) در خانواده اِرِبای‌دی (Erebidae) است. این سرده شامل تنها یک گونه به نام زنتوفینا لیوس (یا لویس) (به لاتین: Xanthophaeina levis) است که در کلمبیا و برزیل یافت می‌شود.